# آگاتا موریئو
آگاتا موریئو (ژاپنی: あがた森魚؛ زادهٔ ۱۲ سپتامبر ۱۹۴۸) هنرپیشه، و ترانه‌سرا اهل ژاپن است.